# 한국제책공업협동조합
한국제책공업협동조합은 제본업의 건전한 발전과 조합원 상호간의 복리증진을 위하여 1973년 7월 28일 설립된 문화체육관광부 소관의 특수법인이다. 사무실은 경기도 고양시 일산동구 호수로 672, 1105호 (장항동, 대우메종)에 있다.

## 주요 사업
- 생산, 가공, 수주, 구매, 보관, 운송 등 공동사업
- 조합원간의 사업조성에 관한 기획 및 조정
- 조합원 권익보호